# Vaux-sur-Seulles
Vaux-sur-Seulles är en kommun i departementet Calvados i regionen Normandie i norra Frankrike. Kommunen ligger i kantonen Creully som ligger i arrondissementet Caen. År 2022 hade Vaux-sur-Seulles 322 invånare.

## Befolkningsutveckling
Antalet invånare i kommunen Vaux-sur-Seulles
Referens:INSEE